# Consórcio Público Agência Ambiental do Vale do Paraíba
O Consórcio Público Agência Ambiental do Vale do Paraíba é uma entidade intermunicipal formada por municípios do Vale do Paraíba, com sede em São José dos Campos. Criado em 2021, o consórcio atua de forma integrada na área de licenciamento ambiental e gestão ambiental descentralizada, atendendo demandas locais relacionadas à emissão de licenças, fiscalização e apoio técnico.

## Natureza jurídica
A Agência Ambiental do Vale do Paraíba é um consórcio público, nos termos da Lei federal nº 11.107, de 6 de abril de 2005, que regula a formação de consórcios entre entes federativos. Foi instituída por meio de protocolo de intenções, posteriormente ratificado por leis municipais dos entes consorciados.
Atualmente, a Agência é responsável pelo licenciamento ambiental de alto impacto local, conforme a legislação vigente, prestando apoio técnico e administrativo aos municípios consorciados e contribuindo para a regionalização da política ambiental no interior paulista.

## Municípios consorciados
O consórcio é composto por dezesseis municípios do Vale do Paraíba:
- Arapeí
- Bananal
- Igaratá
- Jambeiro
- Lorena
- Monteiro Lobato
- Natividade da Serra
- Nazaré Paulista
- Paraibuna
- Santa Branca
- Santo Antônio do Pinhal
- São Bento do Sapucaí
- São Luiz do Paraitinga
- São José dos Campos
- Tremembé
- Ubatuba

Esses municípios compartilham serviços técnicos e administrativos voltados à gestão ambiental regionalizada.

## Estrutura organizacional
A Agência possui sede própria no município de São José dos Campos e conta com uma equipe técnica multidisciplinar, composta por engenheiros ambientais, engenheiros florestais, engenheiros químicos, engenheiros civis, geólogos, biólogos, técnicos em meio ambiente e servidores administrativos. O consórcio é gerido por um presidente eleito entre os prefeitos dos municípios consorciados, conforme estipulado em seu regimento interno.

## Atuação
A principal função da Agência é realizar o licenciamento ambiental de impacto local, conforme diretrizes da Resolução SMA nº 14/2012 e demais normativas estaduais. Desde sua criação, a entidade já realizou mais de setecentos processos de licenciamento ambiental, incluindo instalação de empresas, regularização de atividades e fiscalização de empreendimentos potencialmente poluidores.
A entidade também desenvolve ações de educação ambiental, apoio técnico aos municípios e capacitações periódicas para servidores municipais e representantes da sociedade civil.

## Legislação e diretrizes
A atuação da Agência está alinhada às políticas públicas estabelecidas pelo Sistema Nacional de Meio Ambiente (SISNAMA), integrando-se com a Secretaria de Meio Ambiente, Infraestrutura e Logística (SEMIL) do estado de São Paulo e órgãos como a CETESB.